# Josef Grünwald
Josef Grünwald (ur. 22 sierpnia 1936 w Augsburgu) – niemiecki duchowny rzymskokatolicki, emerytowany biskup pomocniczy diecezji augsburskiej.

## Życiorys
Święcenia kapłańskie przyjął 29 maja 1960 i został inkardynowany do diecezji augsburskiej. 21 lutego 1995 papież Jan Paweł II mianował go biskupem pomocniczym tej diecezji ze stolicą tytularną Fronta. 18 marca 1995 przyjął sakrę, jego głównym konsekratorem był ówczesny ordynariusz deciezji, bp Viktor Josef Dammertz OSB. 4 października 2011 papież Benedykt XVI przyjął jego rezygnację, złożoną w związku z osiągnięciem wieku emerytalnego, który wynosi w Kościele 75 lat. Od tego czasu pozostaje w swojej diecezji jako jeden z jej biskupów seniorów.